# Srebrniče
Srebrniče este o localitate din comuna Novo mesto, Slovenia, cu o populație de 117 locuitori.